# Глостер (сыр)
Глостер (англ. Gloucester, также глочестер) — полутвёрдый сорт сыра, традиционно на протяжении нескольких столетий изготавливаемый в Великобритании из непастеризованного коровьего молока. Получил своё название в честь города Глостер — столицы графства Глостершир в Англии, в котором он изначально производился. Различают два вида сыра — одинарный и двойной глостер.

## История
Сыр глостер впервые стали изготавливать в английском графстве Глостершир в XVI веке. Для его производства вначале использовали молоко котсуолдских овец, но затем его заменили молоком глостерской породы коров. В 1745 году из-за резкого сокращения популяции этого вида животных производство глостера практически прекратилось, но технологии и рецепты были сохранены. В 1789 году численность глостерских коров увеличилась, и изготовление сыра в графстве возобновилось. В конце XIX века популярность сыра уменьшилась из-за появления на рынке более дешёвых видов сыра в большом количестве.
В XIX веке сыр глостер стали использовать для проведения ежегодной весенней куперсхилдской сырной гонки, в ходе которой сырную головку двойного глостера пускают катиться по крутому, местами вертикальному, склону. Все участники мероприятия пытаются её поймать и получить в итоге награду — несколько килограммов двойного глостера. Дистанция составляет 200 метров. Поучаствовать в гонке за сыром приходят не только мужчины и женщины, но и дети. Для них участие в гонке носит иной характер — они преодолевают не спуск, а подъём, и получают за участие головки сыра. В XXI веке сыр изготавливают на территории всей Великобритании и используют для этого молоко разных видов коров.

## Виды
Существует два вида глостера: одинарный (Single Gloucester) и двойной (Double Gloucester). Для изготовления одинарного вида сыра применяется смесь обезжиренного молока с небольшим добавлением цельного. Двойной вид сыра изготавливается только из цельного молока. У обоих видов сыра есть твёрдая корочка, для них характерна твёрдая текстура, но у одинарного глостера она более рассыпчатая. Двойной глостер характеризуется насыщенным вкусом, и его чаще экспортируют в другие графства. Головки обоих видов сыра круглой формы.

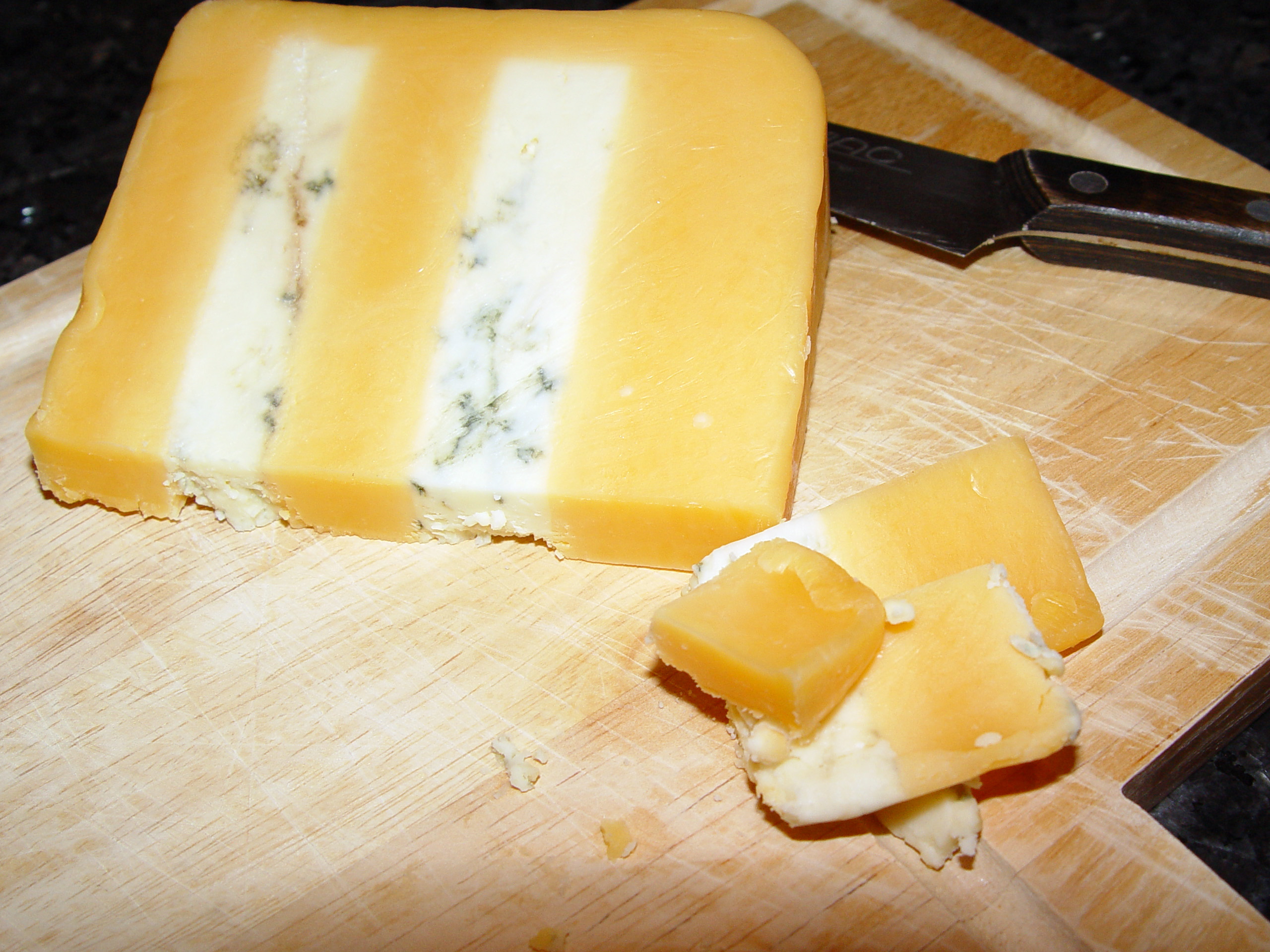
Двойной глостер — необходимый ингредиент для создания сорта «Хантсмен»

Двойной глостер — один из компонентов, который используется для приготовления сыра под названием «Хантсмен» (другой — сыр стилтон). Его по свойствам часто сравнивают с чеширским сыром и чеддером. Чем больше выдержка двойного глостера, тем характернее проявляется солоноватый привкус.

## Изготовление

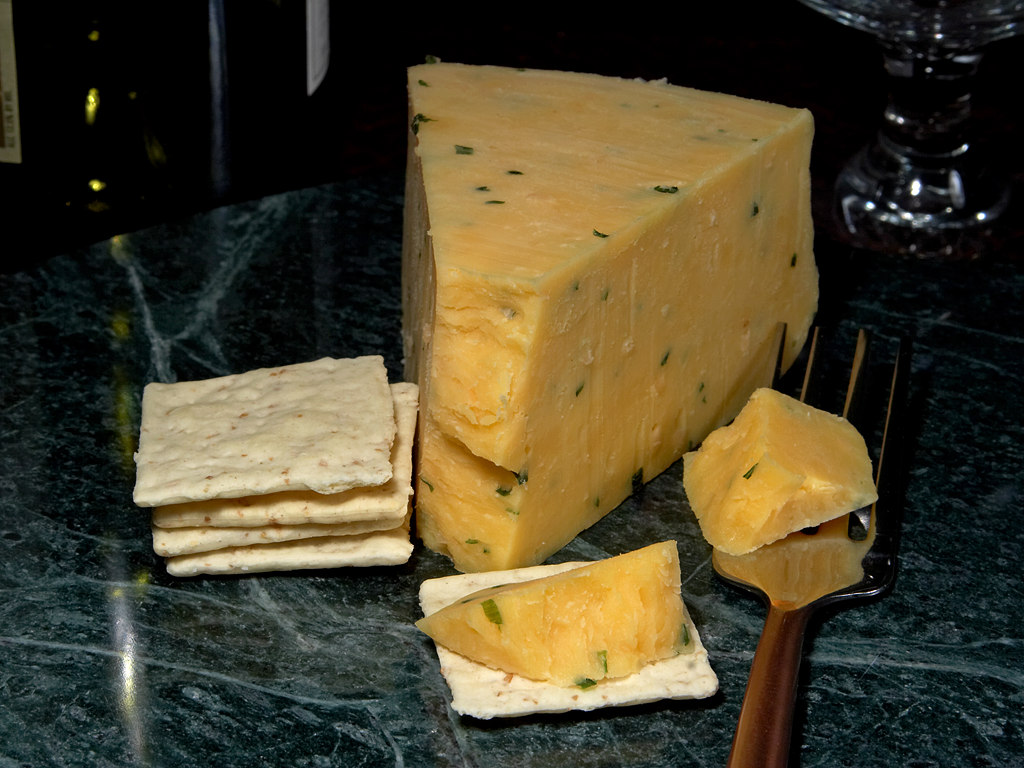
Глостер, готовый к употреблению

Двойной глостер выдерживается дольше одинарного. В процессе его изготовления используют краситель аннато, который окрашивает сыр в красноватый оттенок. Такая традиция существует несколько столетий. Глостерширские коровы летом давали молоко с красноватым оттенком, насыщенное каротином. Сыр, приготовленный зимой, был другого цвета из-за употребляемого коровами сена. Поэтому, для привлечения покупателей к сыру, приготовленному в зимний период, стали использовать краситель. Двойной глостер перед формованием и прессованием солят. Созревание одинарного глостера происходит на протяжении 3 месяцев. Двойной глостер можно употреблять через 2 месяца, но его характерный вкус формируется на протяжении от 4 месяцев до полугода.